# Riana Fischer
Riana Fischer (* 28. Oktober 1994 in St. Gallen) ist eine ehemalige Schweizer Fussballspielerin. Die Linksfüsserin spielte meist in der Innenverteidigung.

## Karriere
Riana Fischer spielte seit ihrem sechsten Lebensjahr im Fussballclub – zunächst bei den F-Junioren des FC Zürich-Affoltern. Mit acht Jahren wechselte sie zu den Letzikids des FC Zürich (FCZ). Bis im Alter von zwölf Jahren spielte sie immer in Knabenmannschaften, danach bei den Juniorinnen des FFC Zürich-Seebach, die sich 2008 mit dem FCZ zusammenschlossen. Von 2010 bis 2011 gehörte sie dem Kader der U19-Juniorinnen des FC Zürich Frauen an, gab jedoch bereits im November 2010 ihr Debüt in der ersten Mannschaft. Ab der Saison 2011/12 und bis zu ihrem Rücktritt nach Abschluss der Saison 2021/22 gehörte sie zum Kader des A-Teams. Sie gewann acht Mal die Schweizer Meisterschaft und sieben Mal den Cup und spielte mehrfach in der UEFA Women’s Champions League. Ihr letztes Spiel bestritt sie am 6. Juni 2022: Der FCZ siegte im Play-off-Final gegen Servette Chênois im Penaltyschiessen und krönte sich zum Schweizer Meister. Die Juniorinnenjahre eingerechnet, hat Fischer damit 20 Jahre für den FCZ gespielt.
Fischer wurde in den Jahren 2015, 2016, 2017 und 2021 von der Spielervereinigung SAFP ins Team der Saison (sogenannte Golden Eleven) gewählt.

## Erfolge
- Schweizer Meisterschaft (8): 2012, 2013, 2014, 2015, 2016, 2018, 2019, 2022 (mit dem FC Zürich Frauen)
- Schweizer Cup (7): 2012, 2013, 2015, 2016, 2018, 2019, 2022 (mit dem FC Zürich Frauen)

## Persönliches
Sie ist die Tochter des ehemaligen Fussballspielers und heutigen Fussballtrainers Urs Fischer. Wie ihr Vater trug sie beim FCZ stets die Rückennummer 14.